# Svengali (Album)
Svengali ist ein Jazz-Album von Gil Evans. Es wurde in zwei Aufnahmesitzungen am 30. Mai und 3. Juni 1973 aufgenommen, bei Atlantic Records veröffentlicht  und als CD bei ACT Records wiederveröffentlicht.

## Der Titel des Albums
Svengali ist ein Anagramm des Namens des Bandleaders; er wurde von seinem Freund und Kollegen Gerry Mulligan geschaffen und später zur Bezeichnung langjähriger Weggefährten verwendet, die mit Gil Evans in seinen zahlreichen Projekten zusammengearbeitet haben, wie Miles Davis, Cannonball Adderley, George Adams bis hin zu Hannibal Marvin Peterson. Davon abgesehen hat „Svengali“ insbesondere im Englischen die Bedeutung eines künstlerisch bestimmenden Mannes im Hintergrund.

## Das Album
Svengali wurde live in der New Yorker Trinity Church aufgenommen, bis auf den Titel Zee Zee, der am 3. Juni in der Philharmonic Hall entstand. Erstmals waren hier 1973 die Post-Ornette Coleman und Eric-Dolphy-Musiker zu hören, die das Klangbild des Orchesters in den 70er Jahren bestimmen sollten, wie Billy Harper am Tenorsaxophon, der Tubist Howard Johnson, der hier auch Baritonsaxophon und Flügelhorn spielt, sowie der Trompeter Hannibal Marvin Peterson. Ein weiteres Element, das die Musik von Svengali bestimmt, war Evans’ Interesse an elektronischen Klängen; in mehreren Titeln des Albums spielte der Bandleader elektrisches Piano, der Bassist Herb Bushler Bassgitarre; außerdem hatte Evans den Keyboarder David Horowitz in die Band geholt, um synthetisch-elektronische Klangfarben zuzufügen.
Zee Zee (schon im vorherigen Album aufgenommen) ist ein Feature für den „feurigen“ Peterson, ein weiterer Titel des Albums ist nach Cook und Morton Billy Harpers Komposition Cry of Hunger, in dem dieser ein längeres Solo spielt. Der Titel wurde dann – in einem ähnlichen Verfahren, wie dies Teo Macero bei Miles-Davis-Alben wie Bitches Brew  getan hat – neu zusammengesetzt, quasi wirkte Evans als ein Ex-post-facto-Komponist, so Cook und Morton im Penguin Guide to Jazz.

## Wirkungsgeschichte
Das Album gilt als „die vielleicht definitivste Platte des Gil Evans Orchester“ in den 1970er Jahren, so der Evans-Biograph Raymond Horricks 1983. Die Evans-Biografin Stephanie Stein Crease nennt es „eines der besten Beispiele für Gil Evans’ Band in den 1970ern.“ Es bekam begeisterte Kritiken und wurde für den Grammy nominiert. Das Magazin Down Beat vergab fünf Sterne.
Richard Cook und Brian Morton zeichnen in ihrem Penguin Guide to Jazz on CD das Album mit der zweithöchsten Note von dreieinhalb Sternen aus. zählt In Jazz Rough Guide zählt Ian Carr Svengali zwar zu den bemerkenswertesten Alben des Bandleaders, besonders wegen Billy Harpers einleitenden Solo im Titel Thoroughbred, das er für „ein kleines Meisterwerk“ hält. Er äußert jedoch Vorbehalte gegenüber dem Klangbild des Albums besonders bei den freieren Kollektivimprovisationen.

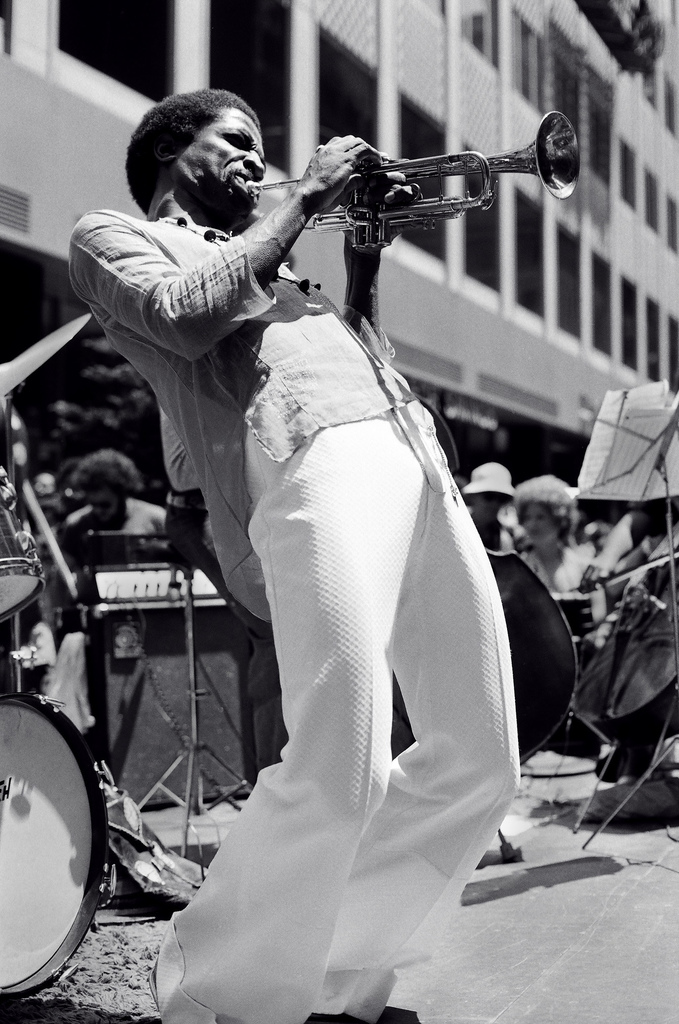
Hannibal Marvin Peterson live in New York City am 6. Juli 1976

## Editionsgeschichte
Das Album erschien 1973 als Langspielplatte bei Atlantic Records, wurde aber von dem Label kaum promotet, war dann lange Zeit vergriffen und wurde dann in den 1990er Jahren beim ACT-Label als Compact Disc herausgegeben.

## Titelliste
1. Thoroughbred
2. Blues In Orbit
3. Eleven
4. Cry of Hunger
5. Summertime
6. Zee Zee